# WSF Championship
Die WSF Championship, auch WSF Open oder WSF Open Championship genannt, ist ein vom Snookerweltverband WSF ausgerichtetes Qualifikationsturnier für die Profitour im Snookersport. Neben dem seit 2018 stattfindenden Turnier für alle Altersklassen gibt es seit 2020 auch ein Juniorenturnier mit einem Qualifikationsplatz.

## Hintergrund
2017 wurde die World Snooker Federation gegründet, um Snooker innerhalb des Billardweltverbands WCBS und nach außen in Hinblick auf eine Olympiateilnahme gegenüber dem IOC zu vertreten. Mitglied sind die beiden Weltverbände der Profis (WPBSA) und der Amateure (IBSF).
Bis zur Snooker-Saison 2017/18 qualifizierte sich der Amateurweltmeister der IBSF für die Profitour. Mit Gründung der WSF wurde die WSF Championship neu ins Leben gerufen. Teilnahmeberechtigt waren wegen Streitigkeiten um die Zuständigkeit nur WSF-Mitglieder. Der Sieger dieses Turniers bekam anstelle des IBSF-Weltmeisters den Tourplatz. Später wurde einmalig auch dem unterlegenen Finalisten eine zusätzlich vergebene Tour Card zuerkannt. Der U21-Weltmeister der IBSF bekam aber 2018/19 nach wie vor einen Tourplatz.
2019 scheiterte die Ausrichtung der WSF Championship an organisatorischen Problemen und nur die Sieger der Kontinentalmeisterschaften, aber keine der IBSF, wurden in die Profitour aufgenommen. 2020 wurde dann nicht nur das WSF-Turnier wieder ausgetragen, es gab auch ein zusätzliches Juniorenturnier für Spieler bis 17 Jahre. Das Turnier wurde in WSF Open (Championship) umdeklariert, weil es diesmal keine Teilnahmebeschränkung nach Verband gab. Da wegen der COVID-19-Pandemie die meisten Kontinentalmeisterschaften abgesagt werden mussten, bekamen außerdem beide Finalisten beider Turniere in diesem Jahr eine Tour Card.
2021 fielen auch die WSF-Turniere – wie alle Amateurturniere – der Pandemie zum Opfer, mit dem Ergebnis, dass die Profitour mangels Qualifikationsmöglichkeiten verkleinert werden musste. Im Februar 2022 gab es aber wieder ein offenes Turnier für alle Altersklassen und ein Juniorenturnier für die Altersklasse U18, und die jeweiligen Sieger qualifizierten sich für die nächsten beiden Spielzeiten der Profitour. In diesem Modus etablierte sich die WSF Championship, wobei 2024 die Altersklasse für das Juniorenturnier um ein weiteres Jahr auf U19 angehoben wurde.
2025 wurde erstmalig die WSF Women’s Championship ausgetragen.
Für die Teilnehmer des Hauptturniers gibt es einen weiteren Bonus: Alle vier Halbfinalisten bekommen seit 2018 eine Einladung für die Qualifikation der Profiweltmeisterschaft.

## Turniere

### Alle Altersklassen
| Jahr | Austragungsort | Sieger        | Ergebnis | Finalist      | Halbfinalisten     |
| ---- | -------------- | ------------- | -------- | ------------- | ------------------ |
| 2018 | Qawra          | Luo Honghao   | 6:0      | Adam Stefanów | Kacper Filipiak    |
| 2018 | Qawra          | Luo Honghao   | 6:0      | Adam Stefanów | Kristján Helgason  |
| 2020 | Ħamrun         | Ashley Hugill | 5:3      | Julian Bojko  | Dylan Emery        |
| 2020 | Ħamrun         | Ashley Hugill | 5:3      | Julian Bojko  | Ross Muir          |
| 2022 | Sheffield      | Si Jiahui     | 5:0      | Lee Stephens  | Michael White      |
| 2022 | Sheffield      | Si Jiahui     | 5:0      | Lee Stephens  | Daniel Wells       |
| 2023 | Sydney         | Ma Hailong    | 5:0      | Stan Moody    | Gao Yang           |
| 2023 | Sydney         | Ma Hailong    | 5:0      | Stan Moody    | Liam Davies        |
| 2024 | Golem          | Cheung Ka Wai | 5:0      | Gao Yang      | Iulian Boiko       |
| 2024 | Golem          | Cheung Ka Wai | 5:0      | Gao Yang      | Daniel Womersley   |
| 2025 | Saïdia         | Gao Yang      | 5:3      | Brian Cini    | Mateusz Baranowski |
| 2025 | Saïdia         | Gao Yang      | 5:3      | Brian Cini    | Fergal Quinn       |

### Juniorenturnier (verschiedene Altersklassen)
| Jahr     | Austragungsort | Sieger        | Ergebnis | Finalist      | Halbfinalisten |
| -------- | -------------- | ------------- | -------- | ------------- | -------------- |
| 2020 U17 | Ħamrun         | Gao Yang      | 5:2      | Sean Maddocks | Wu Yize        |
| 2020 U17 | Ħamrun         | Gao Yang      | 5:2      | Sean Maddocks | Aaron Hill     |
| 2022 U18 | Sheffield      | Anton Kasakow | 5:3      | Jake Crofts   | Liam Davies    |
| 2022 U18 | Sheffield      | Anton Kasakow | 5:3      | Jake Crofts   | Yorrit Hoes    |
| 2023 U18 | Sydney         | Stan Moody    | 5:1      | Liam Pullen   | Julian Bojko   |
| 2023 U18 | Sydney         | Stan Moody    | 5:1      | Liam Pullen   | Filips Kalniņš |
| 2024 U19 | Golem          | Bulcsú Révész | 5:3      | Gong Chenzhi  | Hamza Ilyas    |
| 2024 U19 | Golem          | Bulcsú Révész | 5:3      | Gong Chenzhi  | Oliver Sykes   |
| 2025 U19 | Saïdia         | Leone Crowley | 5:0      | Kaylan Patel  | Amaan Iqbal    |
| 2025 U19 | Saïdia         | Leone Crowley | 5:0      | Kaylan Patel  | Zhou Jinhao    |

### Seniorenturnier (Altersklasse Ü40)
Das Turnier für über 40-Jährige wurde nur einmal ausgetragen und beinhaltete keine Qualifikation für die Profitour.
| Jahr | Austragungsort | Sieger          | Ergebnis | Finalist      | Halbfinalisten |
| ---- | -------------- | --------------- | -------- | ------------- | -------------- |
| 2018 | Ħamrun         | Igor Figueiredo | 5:3      | Darren Morgan | Michael Judge  |
| 2018 | Ħamrun         | Igor Figueiredo | 5:3      | Darren Morgan | Mohamed Shehab |

### Frauenturnier
Bereits 2018 wurde im Rahmen der WSF Championships am selben Veranstaltungsort ein reines Frauenturnier ausgetragen, das allerdings die 34. Ausgabe der Snookerweltmeisterschaft der Frauen gewesen ist. 2025 wurde eine WSF Championship der Frauen als eigenständiges Turnier ausgetragen. Sie beinhaltete keine direkte Qualifikation für die Profitour, Profispielerinnen konnten an ihr teilnehmen. Sie gehörte zur WWS Tour der Saison 2024/25.
| Jahr | Austragungsort | Siegerin       | Ergebnis | Finalistin | Halbfinalistinnen |
| ---- | -------------- | -------------- | -------- | ---------- | ----------------- |
| 2025 | Saïdia         | Mink Nutcharut | 4:3      | Bai Yulu   | Rebecca Kenna     |
| 2025 | Saïdia         | Mink Nutcharut | 4:3      | Bai Yulu   | Ng On Yee         |